# Mannophryne leonardoi
Mannophryne leonardoi es una especie de anfibio anuro de la familia Aromobatidae.

## Distribución geográfica
Esta especie es endémica del macizo de Turimiquire en Venezuela. Habita desde el nivel del mar hasta 1650 m de altitud en los estados de Anzoátegui, Monagas y Sucre.

## Etimología
Esta especie lleva el nombre en honor a Leonardo De Sousa.

## Publicación original
- Manzanilla, La Marca, Jowers, Sánchez & García-París, 2007 "2005" : Un nuevo mannophryne (amphibia:anura:dendrobatidae) del macizo del turimiquire, noreste de venezuela. Herpetotropicos, vol. 2, n.º 2, p. 105-113[5]